# Самарские губернские ведомости

«Самарские губернские ведомости», номер за 28 июля 1912 года.

Самарские Губернские Ведомости — дореволюционная газета города Самары и Самарской губернии, выходившая в период с 1852 года по 1917 год.
Срок выхода «Ведомости» в Самаре сперва еженедельный, с 1866 года два раза в неделю, в 1871 году выходили три раза в неделю.

## История
Первый номер Самарских губернских ведомостей вышел 5 (17) января 1852 года. Газета в течение 15 лет была единственным периодическим печатным органом Самары и губернии до того, как с 1867 года начали выходить Самарские епархиальные ведомости и Самарский справочный листок. 
Периодичность выхода губернских ведомостей в разные годы менялась. Так, в период 1852—1865 годов они выходили еженедельно каждую субботу, в 1871 году — три раза в неделю, а с 1871 года до закрытия в 1917 году — два раза в неделю по средам и субботам.
В газете были официальные I и II разделы и неофициальная часть. В I официальном разделе публиковались различные известия и объявления по Самарской губернии, во II официальном разделе — информация, касающаяся всей Российской империи. Неофициальная часть была ближе к народу: здесь размещались материалы по географии, истории, статистике и этнографии Самарской губернии, перепечатки из столичных газет, местные объявления, местная официальная хроника, уведомления о происшествиях, погодных явлениях и другом, которые представляют интерес для историков и краеведов.
Официальная часть подписывалась в печать вице-губернатором (в 1852 году её подписывал статский советник Михаил Павлович Жданов) и секретарём губернского правления (в 1852 году подписывалась Дмитрием Степановичем Горбуновым).
После переворотов (революций) выходила газета «Самарские Ведомости». Издание газеты как ежемесячного краеведческого издания возобновилось с августа 1996 года и продолжалось до 2002 года.